# Verižnica
Verížnica (tudi katenoída) je ravninska transcendentna krivulja, ki jo po umiritvi zavzame tanka, neraztegljiva homogena in prosto viseča nit ali veriga.
Krivulja ima obliko hiperboličnega kosinusa. Podobna je paraboli, čeprav se od nje matematično močno razlikuje. Rotacijska ploskev, ki jo da verižnica, je katenoid, ki spada med minimalne ploskve.
Beseda katenoida izvira iz latinske besede catena, kar pomeni veriga.

## Verižnica v kartezičnih koordinatah
V kartezičnem koordinatnem sistemu je:
{\displaystyle y={\frac {a}{2}}(e^{x/a}+e^{-x/a})=a~\operatorname {ch} {\frac {x}{a}}\!\,,}
kjer je:
- {\displaystyle \operatorname {ch} \!\,} – hiperbolični kosinus
- {\displaystyle a\!\,} – konstanta.

Whewellova enačba za verižnico je:
{\displaystyle \tan \varphi ={\frac {s}{a}}\!\,.}
Cesàrova enačba pa je:
{\displaystyle \kappa ={\frac {a}{s^{2}+a^{2}}}\!\,,}
kjer je:
- {\displaystyle \kappa } – ukrivljenost
- {\displaystyle s\,} – dolžina loka
- {\displaystyle a\,} – konstanta (glej zgoraj)

Polmer ukrivljenosti je:
{\displaystyle \rho =a\sec ^{2}\varphi \!\,.}

## Parametrična oblika enačbe verižnice[1]
V kartezični parametrični obliki je enačba verižnice:
{\displaystyle x=a{\text{ }}\ln {\text{ }}t\!\,,}
{\displaystyle y={\frac {a}{2}}(t+1/t)\!\,,}
kjer je {\displaystyle t>0\!\,}

## Značilnosti
- verižnice so si med seboj podobne. S spreminjanjem parametra {\displaystyle a\,} se doseže samo skaliranje krivulje (povečevanje ali zmanjševanje).
- kvadratna kolesa se lahko vrtijo po cestišču, ki bi imelo izbokline z obliko obrnjene verižnice.
- naboj v enakomernem električnem polju se giblje vzdolž verižnice, ki postane parabola, če je hitrost naboja mnogo manjša od hitrosti svetlobe.
- ploščina, ki jo omejuje verižnica in dve ordinati ter abscisna os, je enaka

{\displaystyle S=a^{2}\left(\operatorname {sh} {x_{2} \over a}-\operatorname {sh} {x_{1} \over a}\right)=a\left({\sqrt {y_{2}^{2}-a^{2}}}-{\sqrt {y_{1}^{2}-a^{2}}}\right)\!\,.}
- verižnica je vrsta rulete.